# تاركو للطيران
تاركو للطيران (بالإنجليزية: Tarco Aviation)، هي شركة طيران مقرها الخرطوم، السودان ، تأسست عام 2009.
في ديسمبر 2018 غيرت الشركة اسمها إلى تاركو للطيران، برمز منظمة الطيران المدني الدولي TQQ. تعد الشركة واحدة من أكبر شركات الطيران في السودان التي تدير حالياً رحلات ركاب مجدولة واستئجار وتأجير، إذ يعمل بها أكثر من 1200 موظف وتمتلك 11 طائرة، وهي أول شركة تُسجل طائرات حديثة من طراز B737-800 بسجل سوداني وبطواقم سودانية.

## وجهات السفر
تقدم تاركو للطيران خدماتها في جميع أنحاء السودان وشمال وشرق ووسط أفريقيا وكذلك الشرق الأوسط.
| المدينة   | الدولة       | IATA | ICAO | المطار                       |
| --------- | ------------ | ---- | ---- | ---------------------------- |
| أسمرة     | إريتريا      | ASM  | HHAS | مطار أسمرة الدولي            |
| القاهرة   | مصر          | CAI  | HECA | مطار القاهرة الدولي          |
| الدمام    | السعودية     | DMM  | OEDF | مطار الملك فهد الدولي        |
| الدوحة    | قطر          | DOH  | OTHH | مطار حمد الدولي              |
| الفاشر    | السودان      | ELF  | HSFS | مطار الفاشر                  |
| الجنينة   | السودان      | EGN  | HSGN | مطار الشهيد صبيرة            |
| جدة       | السعودية     | JED  | OEJN | مطار الملك عبد العزيز الدولي |
| جوبا      | جنوب السودان | JUB  | HSSJ | مطار جوبا                    |
| الخرطوم   | السودان      | KRT  | HSSS | مطار الخرطوم الدولي (Hub)    |
| نيالا     | السودان      | UYL  | HSNN | مطار نيالا                   |
| بورتسودان | السودان      | PZU  | HSPN | مطار بورتسودان الدولي        |
| الرياض    | السعودية     | RUH  | OERK | مطار الملك خالد الدولي       |
| عنتيبي    | أوغندا       | EBB  | HUEN | مطار عنتيبي الدولي           |
| الشارقة   | الإمارات     | SHJ  | OMSJ | مطار الشارقة الدولي          |
| دبي       | الإمارات     | DXB  | OMDB | مطار دبي الدولي              |

## الأسطول
تملك تاركو للطيران حاليا اسطول مكون من 14 طائرة كما موضح في الجدول ادناه:
| الطائرة              | العدد | طلبيات | حمولة الركاب |
| -------------------- | ----- | ------ | ------------ |
| بوينغ 737-300 كلاسيك | 6     | —      | 130          |
| بوينغ 737-400 كلاسيك | 3     | —      | 160          |
| بوينغ 737-500 كلاسيك | 1     | —      | 116          |
| بوينغ 737-800 كلاسيك | 3     | —      | —            |
| فوكر 50              | 1     | —      | 50           |
| المجموع              | 14    |        |              |